# Clavipanurgus clavatus
Clavipanurgus clavatus är en biart som först beskrevs av Warncke 1972.  Clavipanurgus clavatus ingår i släktet Clavipanurgus och familjen grävbin. Inga underarter finns listade i Catalogue of Life.